# Sveriges kommunala yrkesrevisorer
Sveriges kommunala yrkesrevisorer (SKYREV) är en förening med som riktar sig till revisorer som arbetar som sakkunniga inom kommunal revision.
Enligt kommunallagen ska de förtroendevalda revisorerna biträdas av sakkunniga. En del av dessa har valt att själva anställa sakkunniga yrkesrevisorer, medan andra upphandlar hela eller delar av biträdet.
SKYREV är en yrkesförening för dessa sakkunniga som finns anställda inom kommuner, landsting och regioner samt inom revisionsföretag.
Föreningens mål är:
- att bidra till att utveckla den kommunala revisionen
- att garantera att den kommunala yrkesrevisionen håller en hög kvalitet
- att bevaka de kommunala yrkesrevisorernas intressen
- att medverka i utvecklingen av god revisionssed och god revisorssed inom kommuner och landsting

Som ett led i att uppnå en hög kvalitet inom den kommunala revisionen arbetar föreningen med att certifiera sakkunniga inom kommunal revision. Certifieringen sköts av en särskild certifieringsnämnd. För att bli certifierad krävs en akademisk utbildning (på minst kandidatnivå) vilken garanterar kunskaper som är relevanta för kommunal revisionsverksamhet. Utbildningen ska vara kombinerad med handledd, praktisk erfarenhet av revision. Den sammanlagda praktiken ska (i grundmodellen) omfatta minst sex år, varav minst tre år inom kommunal revision
Föreningen arbetar även med fortbildning och erfarenhetsutbyte för medlemmarna.